# Руди Супек
Руди Супек (Загреб, 8. априла 1913 — Загреб, 2. јануара 1993) је био хрватски филозоф, социолог, психолог и члан Праксис школе марксизма.

## Биографија
Дипломирао је филозофију у Загребу. Студирао је клиничку психологију у Паризу, а у 1952. године докторирао је на Сорбони. За време Другог светског рата се придружио француском покрету отпора. Немци су га стрпали у концентрацијски логор Бухенвалд код Веимара, једини логор којег су логораши сами ослободили. После ослобођења, Супек се вратио у Париз да настави да живи и студира тамо. Године 1948, после Информбироа Резолуције против Јосип Броз Титове Југославије, вођа француских комуниста -Маурице Торез је питао Супека, који је био члан француске Комунистичке партије, да нападне титоизма. Супек је одбио да се повинује и вратио се у Југославију. Међутим, он није постао члан Комунистичке партије Југославије. Био је носилац легије части и пуковник француског покрета отпора.
Радио је на Одсеку за психологију Филозофског факлутета у Загребу и Институту за друштвена истраживања у Загребу. Супек је био главни уредник часописа Погледи (Виевпоинтс), која је објављена од 1952. до 1954. Године 1963. је на Филозофском факултету у Загребу основао Одсек за социологију. Иницијатор је и један од оснивача Корчуланске летње школе. Од 1967. до 1973. године уредник је часописа Праксис, а утемељио је и уређивао часопис Погледи. Широк је спектар тема његових радова: од патопсихологије до антрополошке, филозофијске и социјалноеколошке проблематике. 
У 2004. години, Хрватско социолошко друштво је основало годишњу Руди Супек награду за достигнућа у социологији у његову част.

## Лични живот
Крајње лежеран, једноставан у одевању (није подносио одела с краватом), није волео да се потписује титулама „доктор, професор“. Није волео да истиче своје књиге, истраживачке радове, чланке и предавања. Занимљиво је да је аутор више десетина књига са симпатијама говорио о једном свом краћем раду „Развитак естетске осјетљивости код детета“. Одбијао је сваку помисао о изузетној улози социологије у друштву. Социологију је сматрао сложеном науком која мора бити свесна својих граница и противречности. Није се устручавао да социолозима препоручи Аполинерове стихове:
„Милост за нас који се боримо увек на границама неограниченог и будућности,

 милост за наше заблуде, 

милост за наше грехове“

## Дела
Супек је написао много књига и чланака у распону од социологије до психопатологије, антропологије, и филозофије. А његови главни радови су:
- "Егзистенцијализам и декаденција" (1950)
- "Психологија грађанске лирике"
- "Социологија и социјализам" (1962)
- "Херберт Спенцер и биологизам у социологији" (1965)
- "Ова једина земља : идемо ли у катастрофу или у Трећу револуцију?"
- "Хуманистичка интелигенција и политика" (1969)
- "Друштвене предрасуде" (1973)
- "Учешће, радничком контролом и Самоуправљање" (1974)
- "Занат социолога" (1983)
- "Живјети након хисторије" (1986)
- "Град по мјери човјека" (1987)